# Perambalur
Perambalur là một thị xã panchayat của quận Perambalur thuộc bang Tamil Nadu, Ấn Độ.

## Địa lý
Perambalur có vị trí 11°14′B 78°53′Đ / 11,23°B 78,88°Đ Nó có độ cao trung bình là 143 mét (469 feet).

## Nhân khẩu
Theo điều tra dân số năm 2001 của Ấn Độ, Perambalur có dân số 29.698 người. Phái nam chiếm 51% tổng số dân và phái nữ chiếm 49%. Perambalur có tỷ lệ 78% biết đọc biết viết, cao hơn tỷ lệ trung bình toàn quốc là 59,5%: tỷ lệ cho phái nam là 82%, và tỷ lệ cho phái nữ là 73%. Tại Perambalur, 10% dân số nhỏ hơn 6 tuổi.